# Дейл (тауншип, Миннесота)
Дейл (англ. Dale) — тауншип в округе Коттонвуд, Миннесота, США. На 2000 год его население составило 154 человека.

## География
По данным Бюро переписи населения США площадь тауншипа составляет 93,4 км², из которых 92,2 км² занимает суша, а 1,2 км² — вода (1,28 %).

## Демография
По данным переписи населения 2000 года здесь находились 154 человека, 65 домохозяйств и 47 семей. Плотность населения —  1,7 чел./км². На территории тауншипа расположено 70 построек со средней плотностью 0,8 построек на один квадратный километр. Расовый состав населения: 98,05 % белых, 1,95 % — других рас США. Испанцы или латиноамериканцы любой расы составляли 1,95 % от популяции тауншипа.
Из 65 домохозяйств в 26,2 % воспитывались дети до 18 лет, в 66,2 % проживали супружеские пары, в 6,2 % проживали незамужние женщины и в 26,2 % домохозяйств проживали несемейные люди. 18,5 % домохозяйств состояли из одного человека, при том 10,8 % из — одиноких пожилых людей старше 65 лет. Средний размер домохозяйства — 2,37, а семьи — 2,69 человека.
20,1 % населения — младше 18 лет, 6,5 % — в возрасте от 18 до 24 лет, 24,7 % — от 25 до 44, 28,6 % — от 45 до 64, и 20,1 % — старше 65 лет. Средний возраст — 44 года. На каждые 100 женщин приходилось 102,6 мужчин. На каждые 100 женщин старше 18 приходилось 115,8 мужчин.
Средний годовой доход домохозяйства составлял 41 250 долларов, а средний годовой доход семьи —  45 625 долларов. Средний доход мужчин —  27 500  долларов, в то время как у женщин — 15 625. Доход на душу населения составил 20 131 доллар. За чертой бедности находились 7,1 % семей и 10,2 % всего населения тауншипа, из которых 13,6 % младше 18 лет.